# Crisis (album)
Pour les articles homonymes, voir Crisis.
Albums de Alexisonfire
Watch Out!
(2004) Old Crows/Young Cardinals
(2009)
Singles
1. This Could Be Anywhere in the World
Sortie : 20 novembre 2006
2. Boiled Frogs
Sortie : novembre 2006
3. Rough Hands
Sortie : juillet 2007

Crisis est le troisième album du groupe de post-hardcore canadien Alexisonfire. Il est sorti le 21 août 2006.
Il est sorti sous différents labels selon les pays. Il obtient le disque de platine en mai 2007.
C'est également le premier album d'Alexisonfire sur lequel on peut entendre le nouveau batteur Jordan Hastings, après que l'ancien, Jesse Ingelevics, ait quitté le groupe pour des raisons personnelles.

## Liste des pistes
1. Drunks, Lovers, Sinners and Saints – 3:48
2. This Could Be Anywhere in the World – 4:03
3. Mailbox Arson – 3:31
4. Boiled Frogs – 3:57
5. We Are the Sound – 3:40
6. You Burn First – 2:40
7. We Are the End – 3:46
8. Crisis – 3:31
9. Keep It on Wax – 3:48
10. To a Friend – 3:15
11. Rough Hands – 5:30